# Josikava Tóru
Josikava Tóru (Mie, 1961. december 13. –) japán válogatott labdarúgó.

## Pályafutása
1980 és 1992 között a Hitachi labdarúgója volt.
1983-ban egy alkalommal szerepelt a japán válogatottban.

## Statisztika
| Japán válogatott | Japán válogatott | Japán válogatott |
| Időszak          | Mérk.            | gól              |
| ---------------- | ---------------- | ---------------- |
| 1983             | 1                | 0                |
| Összesen         | 1                | 0                |